# 長吻合鰓鰻
長吻合鰓鰻為輻鰭魚綱鰻鱺目通鰓鰻科的其中一種，發現於北大西洋海域，為深海魚類，棲息深度100-150公尺，體長可達68.5公分，生活在大陸棚。

## 擴展閱讀
維基物種上的相關：長吻合鰓鰻